# Магнитный альфа-спектрометр
Магнитный альфа-спектрометр (англ. Alpha Magnetic Spectrometer, AMS) — физический прибор, предназначенный для изучения состава космических лучей, поиска антиматерии и тёмной материи. Первая версия подобного прибора (AMS-01) была установлена на шаттле Дискавери, который посещал орбитальную станцию Мир в 1998 году в рамках миссии STS-91. AMS-01 зарегистрировал около одного миллиона ядер гелия и подтвердил работоспособность концепции, что позволило создать новую улучшенную версию прибора. Запуск второй версии (AMS-02) произведён 16 мая 2011 года в рамках миссии STS-134, а 19 мая он был установлен на МКС. Работа прибора продлится 3 года, за которые он должен зарегистрировать около одного миллиарда ядер гелия и других ядер. Главным исследователем проекта выступает нобелевский лауреат Сэмюэл Тинг. Стоимость прибора оценивается в 2 млрд долларов США.

## Цель работы AMS
Проверка фундаментальных гипотез строения материи и происхождения Вселенной.

## Описание
Магнитный альфа-спектрометр (AMS-02) — самый современный детектор физических частиц. Построен и испытан международной командой, в которую входят учёные из 16 стран. Спонсирование проекта осуществляется Департаментом энергетики США. AMS-02 призван привести человечество к пониманию происхождения Вселенной. Планируется изучить космическое излучение и доказать существование антиматерии и темной материи.
На AMS-02 постоянный магнит установлен вместо сверхпроводящего на жидком гелии. Благодаря этому срок службы прибора составит не менее 15 лет.
Экспериментальные данные показывают, что наша Галактика состоит из материи. Во Вселенной существует более 100 миллиардов галактик. Теория Большого Взрыва предполагает равное количество материи и антиматерии. Но теории, которые объясняют эту кажущуюся асимметрию, противоречат экспериментальным данным. Существование антиматерии является одним из фундаментальных вопросов происхождения и природы Вселенной. Любые наблюдения ядер антигелия будут доказательствами существования антивещества. В 1998 году AMS-01 установил верхний предел отношения антигелия и гелия в космическом излучении: 10−6. Чувствительность AMS-02 равна 10−9. Увеличения этой величины на три порядка достаточно для достижения края расширяющейся Вселенной, что позволит решить проблему окончательно.
Видимая материя, в основном состоящая из звёзд, составляет не более 5 % от общей наблюдаемой массы Вселенной. Остальные 95 % — это темная материя, масса которой оценивается в 20 % от массы Вселенной, и темная энергия, обуславливающая баланс. Их точная природа всё ещё не известна. Одна из лидирующих гипотез — темной материей являются нейтралино. Если нейтралино существуют, они должны сталкиваться друг с другом, в результате чего должны рождаться заряженные частицы, которые обнаружит AMS-02. Любой пик в фоновых позитрон-, антипротон-, или гамма-потоках может говорить о наличии нейтралино.
Шесть типов кварков (u, d, s, c, b и t) были обнаружены экспериментально, однако все живое на Земле состоит из двух типов кварков (u и d). Это ещё один фундаментальный вопрос — существует ли материя, состоящая из трех типов кварков (u, d и s)? Гипотетическая частица этой материи, страпелька, может иметь чрезвычайно большую массу и очень маленькое отношение заряда к массе. Это совершенно новая форма материи. AMS-02 даст окончательный ответ на вопрос о существовании этой материи.
Космическая радиация является существенным препятствием для пилотируемых полетов на Марс. Точные измерения космического излучения необходимы для планирования соответствующих мер защиты. Большинство исследований космического излучения сделано спутниками-воздушными шарами, время полёта которых измеряется днями; результаты этих исследований оказались очень неточными. AMS-02 будет работать на МКС 3 года, собирая огромное количество точных данных. Это позволит измерить долгосрочные изменения потока космических лучей в широком диапазоне энергий, для частиц от протонов до ядер железа. После номинальной миссии, AMS-02 может продолжать измерения. В дополнение к знаниям о радиационной защите, необходимой для пилотируемых межпланетных полетов, эти данные позволят узнать всё о межзвездном распространении и происхождении космического излучения.

## Полученные результаты
Первые результаты работы магнитного альфа-спектрометра были обнародованы в начале апреля 2013 года. Лидер проекта Сэмюэль Тинг на семинаре ЦЕРН сообщил, что им удалось засечь увеличение доли позитронов в космических лучах с ростом их энергии: если для частиц с энергией 10 ГэВ доля позитронов составляла около 5 %, то для частиц с энергией 350 ГэВ — более 15 %. Это стало независимым подтверждением результатов, полученных ранее экспериментом PAMELA (опубликованы в апреле 2009 года) и телескопом «Ферми» (опубликованы в январе 2012 года). Возможным объяснением этого эффекта может быть излучение пульсаров или аннигиляция гипотетических частиц тёмной материи, вимпов.